# Anna Tengström
Anna Evelina Charlotta Tengström, född 17 oktober 1860 i Nya Varvets församling i Göteborg, död 14 november 1944 i Göteborgs Carl Johans församling, var en svensk teckningslärare, tecknare och sagoförfattare.
Tengström arbetade som lärare i frihandsteckning och konstruktionsritning vid Slöjdföreningens skola i Göteborg 1883–1930. Som författare medverkade hon med sagor i häftena 91 och 97 till Barnbiblioteket Saga som hon själv illustrerade samt Margit, En saga för ungdom som även översattes till italienska.